# Чернореченское
Чернореченское́ (осет. Куыройыхъæу, ингуш. Ӏаьржа-атагӀе) — упразднённое село в Республике Северная Осетия-Алания, входило в состав городского округа город Владикавказ. Упразднено в 2008 году.

## География
Располагалось на правом берегу реки Терек в 2 км к югу от микрорайона Южный города Владикавказ.

## История
Хутор Чернореченский основан в 1917 году. По данным на 1926 г. являлся административным центром Чернореченско-Мелецкого сельсовета Пригородного района (в 1925 г. Чернореченский сельсовет Горного района) Ингушской АО. После депортации ингушского населения, в 1944 году передано в состав Северо-Осетинской АССР. После 1957 года ингушское население вернулось в село. К началу осетино-ингушского конфликта представляло собой населённый пункт со смешанным ингушско-осетинским населением. По сведениям правозащитного центра «Мемориал» в 1992 году входе конфликта было разрушено 464 дома или 92 % жилых строений села. По постановлению Правительства Республики Северная Осетия-Алания от 25 июля 1996 г. № 156 «О зоне санитарной охраны источников питьевого водоснабжения» территория сел Южный, Терк, Чернореченское, Балта, Редант-II оказались в зоне I пояса строгого режима санитарной охраны источников питьевого водоснабжения. Постановлением правительства РСО-Алания от 18 мая 1998 года № 89 было принято решение об отселение жителей вышеназванный сел. До своего упразднения входило в состав Теркской администрации сельских поселений. В 2008 году село официально упразднено.

## Население
По переписи 1926 года хутор Чернореченский состоял из 76 дворов, в которых проживало 363 человека (179 мужчин и 184 женщины), моноэтнический ингушский хутор. По некоторым сведениям к началу осетино-ингушского конфликта население села составляло 1996 человек. По переписи 2002 года население села составляло 101 человек, в основном осетины (83 %).

## Известные уроженцы, жители
- Ахильгов, Микаил Туганович (26.11.1958 — 6.08.2003) — ингушский писатель.